# 黒又ダム
黒又ダム（くろまたダム）は、新潟県魚沼市、信濃川水系黒又川に建設されたダム。高さ24.5メートルの重力式コンクリートダムで、東北電力が管理を行う水力発電専用ダムである。

## 歴史
信濃川水系で最も古い大正時代に建設された古いダムで、破間川（あぶるまがわ）との合流点付近に建設され、1926年（大正15年）に完成した。日本発送電による管理を経て、1951年（昭和26年）より東北電力に管理が移管され現在に至る。その後、魚野川流域は電源開発が発電用水利権を保有したため、魚野川流域では藪神ダムと共に数少ない東北電力の水力発電所でもある。

## 諸問題
黒又ダムでは、堆砂が非常に進行している。2002年（平成14年）11月18日に朝日新聞が報道した「44ダムで堆砂50%以上」という記事中で、黒又ダムは千頭（せんず）ダム（寸又川・静岡県）や泰阜（やすおか）ダム（天竜川・長野県）などと特に堆砂が進行したダムとして報道された。この時の堆砂率は89.3%である。実際貯水池は堆砂で中州が出来ており、中州には樹木が生えている状態である。堆砂容量の9割近くが砂に埋もれている状態にあるが、有効貯水容量は残存しており、取水が可能であるため発電には現在のところ支障がない。ただし堆砂率が100%を超えると、発電にも支障がでる可能性がある。

## 周辺
黒又ダムは上流に位置する黒又川第一ダムと同じ行程で行くことが可能で、道の途中で目にすることになる。堤体は当時の重力ダムで多く使用されていた玉石張りである。土木技術的に貴重な施設であることから、土木学会の日本の近代土木遺産～現存する重要な土木構造物2000選に指定されている。春先の融雪期には堤体から豪快に越流する様子を見ることができ、迫力のある光景を楽しめる。国道252号からも望むことができる。